# Rohrbiegen

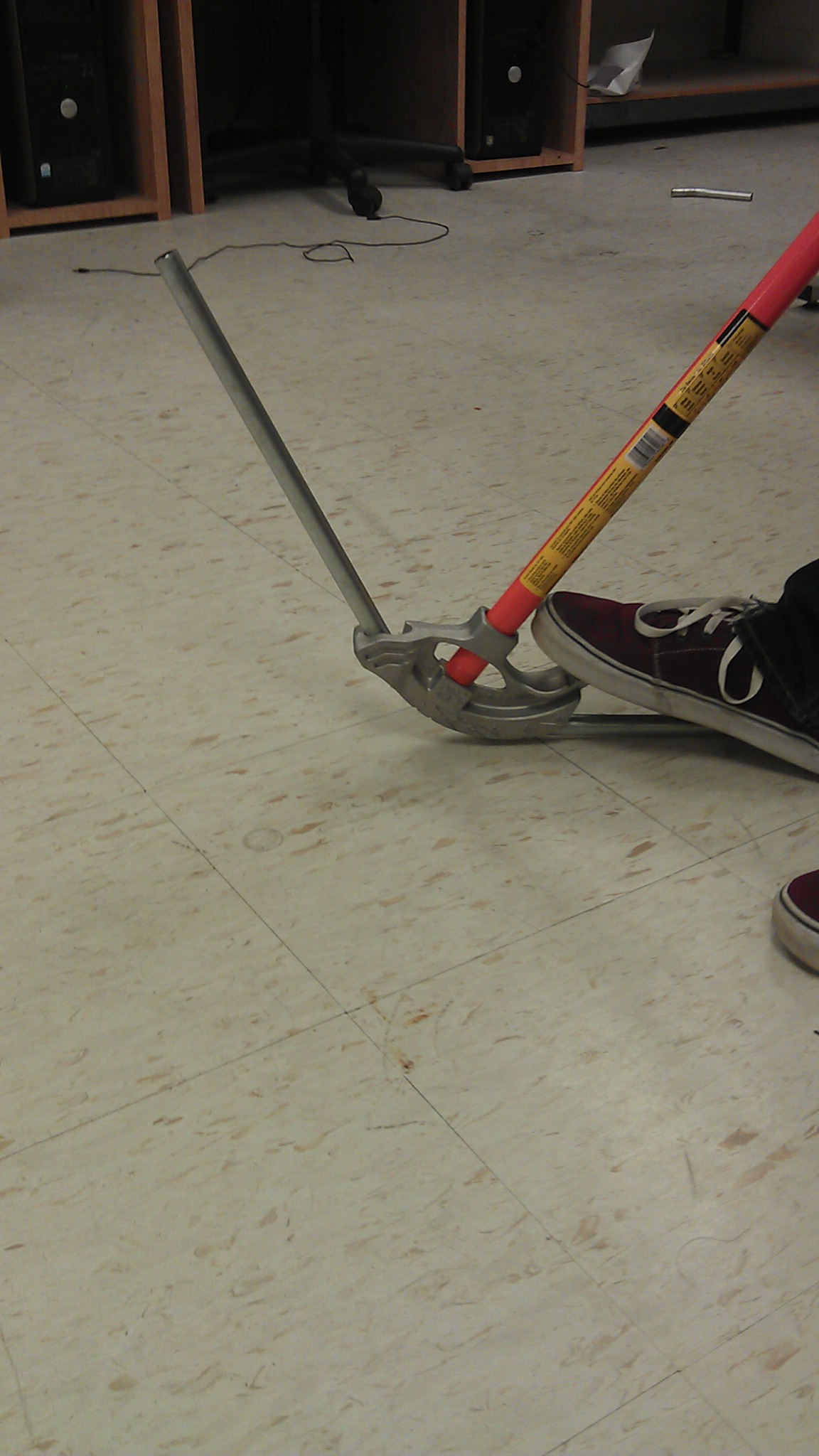
Rohrbiegen mit Werkzeug

Rohrbiegen beschreibt als Sammelbegriff verschiedene Umformprozesse (Biegeverfahren), deren Ziel es ist, durch Krafteinwirkung eine plastische Verformung des Rohres herbeizuführen.
Erfolgt die Formänderung des Rohres unterhalb der Rekristallisationstemperatur des Werkstoffs, so spricht man von Kaltbiegen (Kaltumformung). Beim Warmbiegen dagegen wird die Umformzone vor dem Biegen induktiv erwärmt, um die Verformung des Werkstoffs zu ermöglichen bzw. zu begünstigen.

## Biegeprozess: Geometrie und Besonderheiten
Hinsichtlich der Komplexität der Biegegeometrie kann grundsätzlich zwischen der Herstellung einzelner Rohrbögen, der Fertigung von Rohrfiguren in einer Biegeebene (z. B. Rohrschlangen) und der Fertigung komplexer dreidimensionaler Werkstücke mit mehreren Biegeebenen unterschieden werden.
Aufgrund des elastisch-plastischen Verhaltens metallischer Werkstoffe federt das Rohr nach jedem Biegevorgang um einen gewissen Winkelbetrag – den elastischen Anteil – zurück. Dieser sogenannte Rückfederungswinkel kann jedoch in Abhängigkeit von Werkstoff und Abmessungen des Ausgangsrohres sowie dem jeweiligen Biegewinkel abgeschätzt oder durch Probebiegungen ermittelt und in einer Datenbank hinterlegt werden. Der Rückfederungswinkel muss vor dem Biegen entsprechend berücksichtigt und das Rohr um diesen Betrag überbogen werden, damit nach dem Biegen der gewünschte Biegewinkel erhalten bleibt.
Auch kommt es beim Biegen von Rohren stets zu Wanddickenveränderungen im Rohrquerschnitt. Die inneren Werkstückschichten erfahren eine Druckbeanspruchung verbunden mit einer Materialstauchung, während die äußeren Schichten auf Zug beansprucht und in Schenkelrichtung gedehnt werden.
Aus dieser Zugbeanspruchung bzw. Dehnung resultiert eine Ovalisierung des ursprünglich kreisförmigen Rohrquerschnitts. Die Außenseite des Bogens neigt zum Ziehen gegen die Mittellinie, wodurch das Rohr abflacht. Die Ovalisierung ist umso stärker, je kleiner die Wanddicke des Werkstücks und der Biegeradius gewählt werden. Die Veränderung der Querschnittsform hat Einfluss auf den freien Durchflussquerschnitt sowie das Festigkeitsverhalten der Rohre unter Innendruck.

## Rohrbiegeverfahren
Für das Biegen von Rohren (und Profilen) können je nach Material und Abmessungen des Ausgangsmaterials, der Geometrie des Werkstücks sowie der geforderten Bearbeitungspräzision verschiedene Verfahren angewendet werden.
Analog zu den Biegeverfahren nach DIN 8586 kann man auch beim Rohrbiegen zwischen Verfahren mit drehender Werkzeugbewegung und Verfahren mit geradliniger Werkzeugbewegung unterscheiden. Als weiteres Einteilungskriterium dient die Biegekontur, die kinematisch über einen Freiformbiegeprozess oder aber auch formgebunden erzeugt werden kann.
Zu den gebräuchlichsten formgebundenen Rohrbiegeverfahren zählen das Pressbiegen, das Kompressionsbiegen und das Rotationszugbiegen. Bei ihnen wird das Rohr gleichsam in ein Biegewerkzeug, das die „Negativform“ enthält, hinein geformt. Bei den kinematischen Verfahren sind das einfache 3-Rollen-Biegen und das 3-Rollen-Schubbiegen weit verbreitet.
Beim Pressbiegen wird das Biegewerkzeug mit dem eingearbeiteten Biegeradius manuell oder hydraulisch gegen zwei Gegenrollen gepresst. Diese Bewegung zwingt das zwischen Biegeradius und Gegenrollen eingelegte Rohr zur Biegung um den Radius. Da die Rohre nicht von innen gestützt werden können, ist dieses Verfahren nur für dickwandige Rohre und große Biegeradien geeignet.
Beim Kompressionsbiegen wird das Rohr zwischen einem Gleitschlitten und einer stationären Biegerolle geklemmt. Durch Rotation des Gleitschlittens um die Biegerolle wird das Rohr auf den Radius der Biegerolle gebogen.
Drei-Rollen-Biegen wird angewendet, um Werkstücke mit großen Biegeradien herzustellen. Das Verfahren ist dem Pressbiegen ähnlich, doch rotieren die Arbeitswalze sowie die beiden stationären Gegenrollen und formen dadurch den Bogen.
Wesentlich vielseitiger und präziser als die zuvor genannten Verfahren ist das Rotationszugbiegen. Das Werkstück wird hierbei zwischen der Biegerolle und dem Klemmstück fixiert und durch Rotation beider Werkzeuge um die Biegeachse umgeformt.

## Anwendungsgebiete
Das Rohrbiegen ist der wesentliche Fertigungsschritt in der Anpassverrohrung sowie der Rohr-Vorfertigung. Häufig werden gebogene Stahlrohre z. B. auch als Basishalbzeug für eine nachgeschaltete Innenhochdruckumformung verwendet.
Für das Rohrbiegen sind generell alle kaltverformbaren Materialien geeignet, wie z. B. Stahl, Edelstahl, Kupfer, Titan, Aluminium oder auch Legierungen aus diesen Metallen. Neben kreisförmigen Rohrquerschnitten lassen sich auch Vierkant- und Ovalrohre, Flach- und Vollmaterial sowie Profile mit unterschiedlichen Querschnittsformen durch Biegen umformen.
Gebogene Rohre werden im alltäglichen Leben zum Transport der verschiedensten Flüssigkeiten und Gase sowie als Konstruktionselemente und Strukturbauteile in nahezu allen industriellen Bereichen benötigt. Im Fahrzeugbau, Flugzeug- und Schiffbau sind sie ebenso weit verbreitet wie in der chemischen Industrie, der Kälte- und Klimatechnik, der Möbelindustrie, dem Stahlbau, dem Maschinen- und Anlagenbau oder im Installationshandwerk.

## Vorteile
Besonders in der Automobilindustrie sowie der Luft- und Raumfahrttechnik sind rohrförmige Konstruktions- und Strukturbauteile aufgrund der Forderung nach Leichtbauweise nicht mehr wegzudenken. Durch Rohrbiegen lassen sich hier sehr komplexe Konstruktions- und Strukturbauteile mit hoher Stabilität und geringem Gewicht rationell und präzise herstellen.
Aber auch im industriellen Rohrleitungsbau und Anlagenbau hat das Rohrbiegen gegenüber herkömmlichen Verbindungstechniken (z. B. Schweißen) in den letzten Jahren zunehmend an Bedeutung gewonnen. Grund dafür sind wirtschaftliche und fertigungstechnische Vorteile, wie z. B. die Einsparung von Fittings, wodurch auch die Material-, Beschaffungs- und Lagerhaltungskosten reduziert werden können. Außerdem fallen die Fertigungszeiten und -kosten für das Biegen gegenüber der Herstellung von Schweißverbindungen deutlich geringer aus. Durch Eliminierung von Verbindungsstellen, die kritische Bauteile darstellen, können potentielle Gefahrenstellen im Rohrleitungssystem auf ein Minimum reduziert werden, was letztlich eine längere Lebensdauer des Rohrleitungssystems zur Folge hat.